# Cepolidae (molluschi)
Cepolidae Ihering, 1909 è una famiglia di molluschi gasteropodi della superfamiglia Helicoidea.

## Tassonomia
La famiglia comprende i seguenti generi:
- Bellacepolis Pilsbry, 1943
- Cepolella Watters, 2020
- Cepolis Montfort, 1810
- Coryda Albers, 1850
- Cysticopsis Mörch, 1852
- Dialeuca Albers, 1850
- Euclastaria Pilsbry, 1926
- Eurycampta E. von Martens, 1860
- Guladentia Clench & Aguayo, 1951
- Hemitrochus Swainson, 1840
- Jeanneretia L. Pfeiffer, 1877
- Laevicepolis Watters, 2020
- Levicepolis H. B. Baker, 1943
- Plagioptycha L. Pfeiffer, 1855
- Plagiosimilis Hernández, Bauzá, Franke & A. Fernández, 2020
- Polymita H. Beck, 1837
- Setipellis Pilsbry, 1926